# Marais-Vernier
Marais-Vernier es una localidad y comuna francesa situada en la región de Alta Normandía, departamento de Eure, en el distrito de Bernay y cantón de Quillebeuf-sur-Seine.

## Demografía
| 508 | 495 | 502 | 464 | 480 | 455 |
| Para los censos de 1962 a 1999 la población legal corresponde a la población sin duplicidades (Fuente: INSEE [Consultar]) |     |     |     |     |     |